# PS Андромеды
PS Андромеды (лат. PS Andromedae), HD 3648 — одиночная переменная звезда в созвездии Андромеды на расстоянии приблизительно 2660 световых лет (около 816 парсеков) от Солнца. Видимая звёздная величина звезды — от +11,4m до +10,7m.

## Характеристики
PS Андромеды — красный гигант, пульсирующая полуправильная переменная звезда (SR) спектрального класса M6 или Mb. Радиус — около 92,86 солнечных, светимость — около 1298,956 солнечных. Эффективная температура — около 3596 K.